# Copa del Rey de fútbol sala
La Copa del Rey de Fútbol Sala es una competición española de fútbol sala organizada por el Comité Nacional de Fútbol Sala de la Real Federación Española de Fútbol (RFEF).

## Formato
La Copa del Rey está abierta a todos los clubes de Primera División y Segunda División, excluyendo a los filiales, y además participan equipos de Segunda División "B", categoría semiprofesional dependiente de la RFEF. Esto le diferencia de la Copa de España de Fútbol Sala, donde sólo participan los ocho mejores equipos de Primera División al término de la primera fase de la liga regular. 
El torneo consta de fases eliminatorias a partido único, que se juegan en el campo del rival más débil. Las semifinales y la final se disputan desde la temporada 2018/19 en formato de final four en una sede. Anteriormente las semifinales se jugaban  a ida y vuelta, y la final en un único encuentro en campo neutral. 
Al igual que las copas del Rey de fútbol o baloncesto, este torneo cuenta con el respaldo de la Casa Real española.

## Historial
| Ed.  | Temporada | Sede                     | Campeón               | Resultado    | Subcampeón             | Final Four           | Final Four                 |
| ---- | --------- | ------------------------ | --------------------- | ------------ | ---------------------- | -------------------- | -------------------------- |
| I    | 2010-11   | Toledo                   | FC Barcelona Alusport | 4–3          | Inter Movistar         |                      |                            |
| II   | 2011-12   | Antequera                | FC Barcelona Alusport | 6–3          | ElPozo Murcia          |                      |                            |
| III  | 2012-13   | Irún                     | FC Barcelona Alusport | 6–3          | ElPozo Murcia          |                      |                            |
| IV   | 2013-14   | Bilbao                   | FC Barcelona Alusport | 4–3 (pr.)    | ElPozo Murcia          |                      |                            |
| V    | 2014-15   | Águilas                  | Inter Movistar        | 3–0          | Marfil Santa Coloma    |                      |                            |
| VI   | 2015-16   | Sevilla                  | ElPozo Murcia         | 3–2 (pr.)    | Palma Futsal           |                      |                            |
| VII  | 2016-17   | Guadalajara              | ElPozo Murcia         | 3–2          | Magna Gurpea           |                      |                            |
| VIII | 2017-18   | Cáceres                  | FC Barcelona Lassa    | 4–3 (pr.)    | Jaén Paraíso Interior  |                      |                            |
| IX   | 2018-19   | Ciudad Real              | FC Barcelona Lassa    | 5–2          | Jaén Paraíso Interior  | Inter Movistar       | Aspil Vidal Ribera Navarra |
| X    | 2019-20   | Málaga                   | FC Barcelona          | 2–1          | Jaén Paraíso Interior  | Real Betis Futsal    | Marfil Santa Coloma        |
| XI   | 2020-21   | Santa Coloma de Gramanet | Inter Movistar        | 5–3          | ElPozo Murcia          | Marfil Santa Coloma  | Levante UD FS              |
| XII  | 2021-22   | Jaén                     | UMA Antequera         | 3–2          | Viña Albali Valdepeñas | Marfil Santa Coloma  | Jaén Paraíso Interior      |
| XIII | 2022-23   | Antequera                | FC Barcelona          | 4–3          | Jimbee Cartagena       | Palma Futsal         | Servigroup Peñíscola       |
| XIV  | 2023-24   | Sevilla                  | Real Betis Futsal     | 3–3 (5-4 p.) | Jimbee Cartagena       | Servigroup Peñíscola | Jaén Paraíso Interior      |
| XV   | 2024-25   | Cartagena                | Movistar Inter        | 6-1          | Jaén Paraíso Interior  | Servigroup Peñíscola | Palma Futsal               |

## Palmarés
| Equipos                | Campeón | Subcampeón | Títulos (por año)                                                      |
| ---------------------- | ------- | ---------- | ---------------------------------------------------------------------- |
| FC Barcelona           | 8       | 0          | 2010-11, 2011-12, 2012-13, 2013-14, 2017-18, 2018-19, 2019-20, 2022-23 |
| Inter Movistar         | 3       | 1          | 2014-15, 2020-21, 2024-25                                              |
| ElPozo Murcia          | 2       | 4          | 2015-16, 2016-17                                                       |
| UMA Antequera          | 1       | 0          | 2021-22                                                                |
| Real Betis Futsal      | 1       | 0          | 2023-24                                                                |
| Jaén Paraíso Interior  | 0       | 4          |                                                                        |
| Jimbee Cartagena       | 0       | 2          |                                                                        |
| Marfil Santa Coloma    | 0       | 1          |                                                                        |
| Palma Futsal           | 0       | 1          |                                                                        |
| Atlético Osasuna Magna | 0       | 1          |                                                                        |
| Viña Albali Valdepeñas | 0       | 1          |                                                                        |